# Германска революция (1918 – 1919)
Ноемврийската революция, избухнала в края на Първата световна война, води до сваляне на конституционната монархия и установяване на парламентарна република в Германия. Ноемврийската революция започва на 3 ноември 1918 г. с въоръжено въстание на моряците в Кил. Тя преминава в три фази:
- I фаза: От началото на революцията до създаване на правителство на Народните пълномощници на Фридрих Еберт на 10 ноември 1918 г.
- II фаза: Завършва с първия конгрес на Съветите в Германия, проведен в средата на декември 1918 г.
- III фаза: Тя се отъждествява с Януарско въстание в Германия 1919, ръководено от социалдемократическия съюз „Спартак“.

След 10 ноември 1918 г. в Германия се очертават две тенденции за развитие на събитията. Прерастване на т.нар. буржоазно-демократична революция в такава от типа на Октомврийската революция в Русия, или стабилизиране на буржоазната република. В публичното пространство тези възможности получават своето отражение съответно в болшевишкия лозунг „цялата власт на съветите“ или „свикване на национално учредително събрание“. Зад първата възможност стоят представителите на съюза „Спартак“, а втората е подкрепяна от социалдемократическа партия и от по-голямата част от германските собственици. Германските работодатели са принудени да направят редица отстъпки пред работещите, като 8-часов работен ден, признаване правото на профсъюзите да представляват работниците, създаване на система от трудови договори. В крайна сметка, на 15 ноември 1918 г. се сключва споразумение между двете страни и  Германия не тръгва по стъпките на Октомврийската революция.
От 16 до 21 декември 1918 г. се провежда първият конгрес на съветите, който гласува за прехвърляне на цялата изпълнителна и законодателна власт в ръцете на Съвета на народните пълномощници, като приема решение за свикване на национално учредително събрание. На 6 февруари 1919 г. във Ваймар е свикано такова събрание, което в обстановка на силно политическо и социално напрежение на 31 юли същата година приема конституция, която влиза в сила на 11 август 1919 г. Ваймарската конституция отразява актуалното разположение и съотношение на силите и е естествена стъпка по пътя на демократизиране на отношенията в страната.